# Vâlcov
Vâlcov (în ucraineană Вилкове, transliterat Vîlkove, în rusă Вилково, transliterat Vilkovo) este un oraș în Ucraina, în Regiunea Odesa (partea basarabeană), pe malul Dunării.

## Istoric

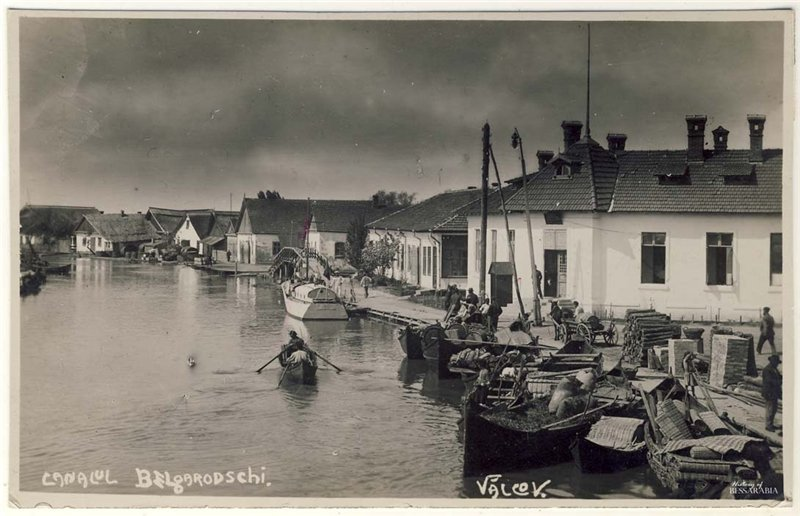
Vâlcovul în anii interbelici

Vâlcovul a fost întemeiat în 1746 de un grup de lipoveni veniți din Rusia în Imperiul Otoman, pe locul satului părăsit Gura Lupului. Turcii l-au recunoscut ca „localitate” în 1762. În 1812 orășelul a trecut în stăpânirea Rusiei, iar între 1856 și 1878 a făcut parte, în mod succesiv din principatul Moldovei, Principatele Unite și Regatul României, revenind apoi la Rusia ca urmare a Tratatului de la Berlin. În perioada românească din secolul al XX-lea (1918-1940 și 1941-1944) a făcut parte din județul Ismail, și era considerat drept „Veneția deltei”, după cum scria în 1939 ziarista americană Dorothy Hosmer în revista National Geographic din 1940. După 1944, România a pierdut orașul ca și întreaga Basarabie în favoarea Uniunii Sovietice. După destrămarea URSS, face parte din Ucraina.

## Demografie
Componența lingvistică a orașului Vâlcov
     Rusă (83,46%)
     Ucraineană (15,34%)
     Alte limbi (0,94%)
Conform recensământului din 2001, majoritatea populației orașului Vâlcov era vorbitoare de rusă (83,46%), existând în minoritate și vorbitori de ucraineană (15,34%). Dintre cei 9.426 de locuitori, 2.496 erau ucraineni (26,48%), 6.597 ruși (69,99%), 120 moldoveni/români (1,27%) și 831 bulgari (8,82%).
La recensământul din 1860, Vâlcovul era oficial, după numărul populației, a 36-a localitate urbană a Moldovei (cea aflată între granițele României) - 1606 locuitori.
Conform datelor recensământului din 1930 populația orașului era de 7.414 de locuitori, dintre care 5.506 ruși (aproape numai lipoveni), 1.312 ucraineni, 365 români, 170 evrei, 15 bulgari, 11 țigani, 10 maghiari ș.a. Sub aspect confesional au fost înregistrați 5.054 ortodocsi de rit vechi (lipoveni), 2.162 ortodocși, 176 mozaici, 8 romano-catolici, 5 reformați (calvini), 2 greco-catolici ș.a. Conform recensământului ucrainean din 2001 populația orașului era de 11.000 de locuitori, dintre care 70% lipoveni, 25% ucraineni, 3% români, iar restul găgăuzi, bulgari, etc.